# Хомерики, Николай Феликсович
Никола́й Фе́ликсович Хомери́ки (род. 17 апреля 1975, Москва) — российский кинорежиссёр и сценарист. Его фильмы «977» и «Сказка про темноту» демонстрировались в программе «Особый взгляд» Каннского кинофестиваля.

## Биография
В 1996 году окончил экономический факультет Московского международного университета. После университета работал бухгалтером в компании Coca-Cola, а через несколько лет продолжил образование за рубежом. Поступил сразу в два нидерландских университета — в Маастрихте и Амстердаме. Позже в Амстердаме с другом открыл фирму, которая занималась импортом бытовой химии из Нидерландов в Россию.
В 2000 году окончил Высшие курсы сценаристов и режиссёров (мастерскую Владимира Хотиненко, Павла Финна, Владимира Фенченко). Его первой работой стал трёхминутный этюд «Капля», который получил приз кинофестиваля в Сопоте, жюри которого возглавлял Кшиштоф Занусси.
В 2001 году получил грант МИД Франции на обучение. В 2005-м окончил в Париже режиссёрский факультет национальной киношколы Ля Феми. В конце учёбы был приглашён Филиппом Гаррелем работать ассистентом на фильме «Постоянные любовники», который получил «Серебряного льва» на Венецианском кинофестивале.
В 2005 году короткометражная картина Хомерики «Вдвоём» участвовала в Каннском кинофестивале в конкурсе студенческих работ Cinéfondation и получила второй приз.
Первым самостоятельным не короткометражным фильмом Хомерики стал «977». Картина участвовала в конкурсе «Особый взгляд». Следующий фильм — «Сказка про темноту» был в конкурсной программе Кинотавра, где исполнитель главной роли Борис Каморзин был отмечен призом за лучшую мужскую роль, и в программе «Особый взгляд» Каннского кинофестиваля.
Следующий фильм Хомерики «Сердца бумеранг» получил приз «Коммерсанта» на Московском кинофестивале.
Картина «Море волнуется раз» в сентябре 2021 года получила главный приз 32-го фестиваля «Кинотавр».

## Фильмография

### Режиссёр
- 2002 — Тёзка
- 2004 — Шторм
- 2005 — Вдвоём
- 2006 — 977
- 2008 — Беляев
- 2009 — Сказка про темноту
- 2009 — Черчилль
- 2010 — Ночь длиною в жизнь
- 2011 — Сердца бумеранг
- 2012 — Синдром дракона
- 2013 — Я скоро вернусь
- 2013 — Обратно
- 2013 — Любовницы
- 2015 — Тайны города Эн
- 2016 — Ледокол
- 2017 — Селфи
- 2018 — Девятая
- 2021 — Белый снег
- 2021 — Море волнуется раз
- 2023 — Спасти единственного сына
- 2023 — Тест на беременность 4
- 2024 — Чистые

### Сценарист
- 2002 — Тёзка
- 2004 — Шторм
- 2005 — Вдвоём
- 2006 — 977
- 2009 — Сказка про темноту
- 2011 — Сердца бумеранг
- 2021 — Море волнуется раз

### Актёр
- 2010 — Каденции
- 2012 — Последняя сказка Риты ― Коля
- 2013 — Умник ― камео
- 2014 — Метель
- 2017 — Селфи ― бомж

### Продюсер
- 2019 — Как мы с Диной съездили в Челны